# Zmiv
Zmiv Nederlandse hardcorepunkband uit Meppel die bestond van 1979 tot 1984.

## Geschiedenis
ZMIV werd eind jaren zeventig opgericht door Enrico Klunder (gitaar) en Victor van Os (bas), twee oudgedienden van Meppels eerste punkband "Public Animals", en Wessel de Ruijter (drums). Als eerste zanger/tekstschrijver werd Bert Kelly gevraagd. Samen met de ander lokale punkband "Vopo's"  werd de noordelijke punkscene op de kaart gezet. Na diverse optredens in de lokale jongerencentra Hedon in Zwolle, de Buze in Steenwijk en Simplon Groningen bleek het kerstconcert in Simplon het laatste voor Kelly. In 1981 werd Sander Kuipers zanger van ZMIV. Vlak na zijn aantreden werden de nummers voor de debuut-ep Banzai! Here's Zmiv Beware! opgenomen in de TVO-studio te Zwolle. De frontcover van de Banzai e.p. was een ontwerp van Wessel de Ruyter. Na de fotoshoot van de schedel met een hanenkam, gestoken in een leren jas met puntige studs, bleek dat er geen rolletje in het toestel zat. Besloten werd om toen maar een tekening van het ontwerp te maken. Ook bij de perserij in België bleek iets mis te zijn gegaan, waardoor de volgorde van nummers op de hoes niet overeenkomt met volgorde op de e.p. Op het inlegvel - een collage in de stijl van het punkzine Ratdraaierszzz, een uitgave van zanger Sander Kuipers - werd dit rechtgezet. De e.p. is een collectors item geworden. Verzamelaars betalen er tegenwoordig honderden euro's voor. Er zijn 500 stuks van geperst.
Bassist Victor werd eind 1982 door Michel Drosten opgevolgd. Michel was al bassist in  "KNAX", een eveneens Meppeler Punkband, waar zanger Sander ook zanger van was. Als een soort "packagedeal" deden beide bands veel optredens door heel Nederland en Duitsland. Michel speelde de bas in op de verzamel-lp. "Als je haar maar Goed Zit -p  nr 2"-lp. Om van het punkimago af te komen, noemde Zmiv hun muziekstijl "Total Noise". Na toenemend geweld in de zalen, waar het publiek steeds vaker geïntimideerd werd door neonazistische skinheads en outlaw motorbendeleden, werd na de mishandeling van VOPO's bassist Frans de Grebber de stekker uit de band getrokken.
Na 1984 speelde de band sporadisch. Soms een reünieoptreden, zoals in de Oude Raadszaal van Meppel. In 2005 hield de band een reünie naar aanleiding van het uitgebrachte overzichtsalbum Noise of Zmiv 1979 - 1984 van Noise And Distortion Records. De presentatie vond plaats op kerstavond in zaal Parkhof te Alkmaar. De laatste jaren komt ZMIV op onregelmatige basis en in wisselende samenstelling bijeen, om vooral op lokale feesten zoals het Cerberus Nieuwjaarsfeest wat oude nummers te spelen.
Bert Kelly en Michel Drosten zijn ondertussen overleden. Victor van Os speelde in Meppeler bands als "Suck & Swallow", "Tora Bora" en " De Thorbeckes". Sander Kuipers bleef zanger in bands als Grey Landscape, Burst!. Rokbok, Blast-O-Matic  en "Le Roi Mort"  Wessel de Ruijter werd kunstenaar.

## Bezetting
- Bert Kelly (1979-1981) Sander Kuipers (1982-1984) - zang
- Enrico Klunder - gitaar
- Wessel de Ruyter - drums
- Victor van Os (1979-1982) Michel Drosten (1982-1984) - bas

## Discografie
- "Banzai! Here's Zmiv  Beware!" - ep - Eigen beheer 1982
- Als je haar maar goed zit... Nr. 2 - Vögelspin Records (bijdrage aan verzamelabum) 1983
- Holland Hardcore - Abuse Records (bijdrage aan verzamelabum) 1983[2][7]
- Noise of Zmiv 1979 - 1984 - lp - Noise And Distortion Records 2005
- This System's Gonna Fall - cd - New Prejudice a2o Records 2007
- "Banzai here's ZMIV beware" re-release  /Milkcow records 2012[8]